# زنبور کوزه‌گر
زنبورهای کوزه‌گر (یا زنبورهای سنگ‌تراش)، (به لاتین: Eumeninae)، گروهی از زنبورهای جهان‌میهنی هستند که در حال حاضر به عنوان یک زیرخانواده از زنبوران شناخته می‌شوند، اما گاهی در گذشته به عنوان یک خانواده جداگانه، یعنی Eumenidae شناخته می‌شدند.

## نگارخانه

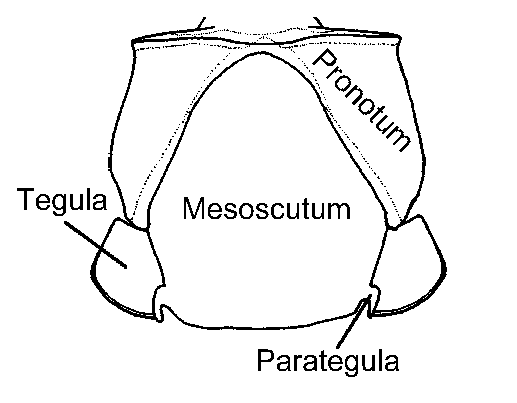
نمای پشتی جزئی از قفسه سینه سفالاستور استلا که موقعیت تگولاها و پاراتیگولاها را نسبت به مزوسکتوم و پرونتوم نشان می‌دهد.
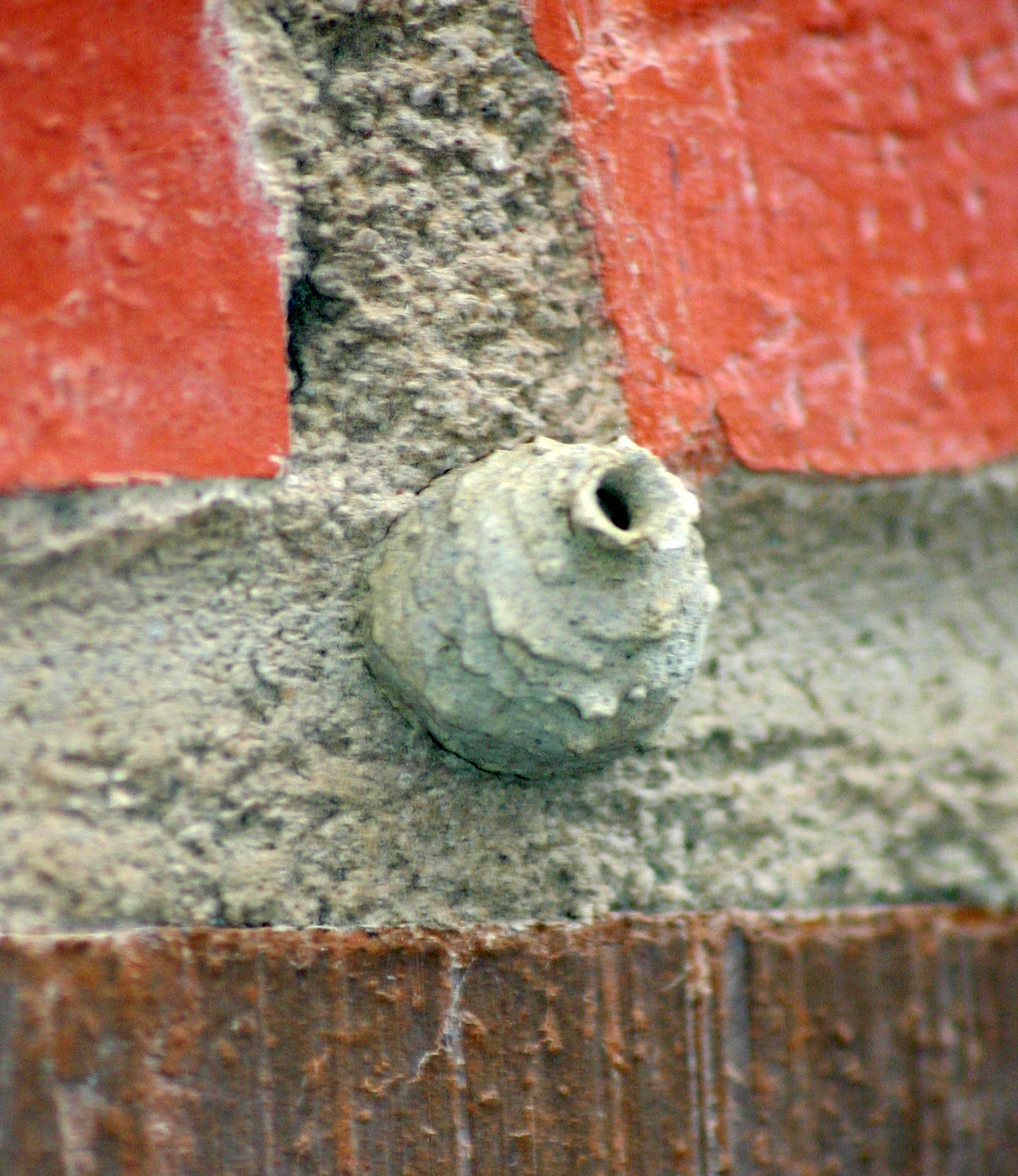
یک لانه زنبور کوزه‌گر روی دیواری آجری در ساحل کارولینای جنوبی
زنبور کوزه‌گر در حال ساختن لانه